# Гилухепа
Гилухепа (ké-lu-ḫé-bá; егип. Kyr-gy-p3) — митаннийская царевна, дочь Шуттарны II и сестра Тушратты, выданная отцом замуж за фараона Аменхотепа III на 10 году его правления (ок. 1378—1376 годы до н. э.).
Племянница Гилухепы по имени Тадухепа значительно позже также вышла замуж за этого же фараона (в ок. 1352 году до н. э.). В имени Гилухепы содержится упоминание митаннийской богини Хепы, а первая часть имени означает «быть здоровым, в хорошем состоянии».
Установившиеся дружественные отношения между Египетским и Митаннийским царствами были скреплены дипломатическим браком между Тутмосом IV и митанийской царевной (дочерью правителя Артатамы). Аменхотеп III направил Шутарне (наследнику Артатамы) 5-6 писем, прежде чем тот согласился отдать свою дочь Гилухепу в жёны фараону. Царевна прибыла к египетскому двору в сопровождении 317 дам, и Аменхотеп III приказал по такому случаю изготовить серию памятных скарабеев. Стороны обменялись щедрыми подарками в честь брачного союза.
Принцесса поселилась в гареме Малкаты на западе Фив. Несмотря на своё высокое происхождение, Гилухепа не удостоилась титула «Великой царицы». Эту позицию занимала Тия.

Тушрата писал Аменхотепу III:
В подарок Гилухипе, моей сестре [посылаю] — пару золотых ожерелий, пару золотых; серёг… каменный сосуд с благовонным маслом… Пусть мой брат поддерживает дружбу со мной и направит ко мне послов, чтобы те принесли мне привет моего брата.
Гилухепа упоминается в письме к Тушрате в конце правления Аменхотепа III. Маловероятно, что она — к тому времени 60-летняя женщина — упоминается на 16 год правления Эхнатона.